# Pomatoschistus pictus
 Pomatoschistus pictus és una espècie de peix de la família dels gòbids i de l'ordre dels perciformes.

## Morfologia
Els mascles poden assolir els 6 cm de longitud total.

## Distribució geogràfica
Es troba des de Noruega fins a la península Ibèrica, les Illes Canàries i la mar Mediterrània.